# Myrmarachne poonaensis
Myrmarachne poonaensis är en spindelart som beskrevs av Benoy Krishna Tikader 1973. Myrmarachne poonaensis ingår i släktet Myrmarachne och familjen hoppspindlar. Inga underarter finns listade i Catalogue of Life.